# C'est la vie (singolo Gotthard)
C'est la vie  è un singolo del gruppo musicale Gotthard, terzo estratto dall'undicesimo album Bang!

## Video musicale
Pubblicato il 14 ottobre 2014 è stato diretto dal regista Martin Häusler;  già responsabile del videoclip di Remember It's Me.
Le riprese si sono svolte a l'Avana, Cuba ed ha come protagonista il cantante della band Nic Maeder, l'attrice Mariam Curvelo ed altri attori e comparse.